# 트라비안
트라비안(Travian)은 브라우저 기반의 대규모 다중 사용자 온라인 실시간 전략 게임으로서 독일의 소프트웨어 기업 트라비안 게임스가 개발하였다.
원본 독일어판에서 40개 이상 언어로 번역되었으며 전 세계 300개 이상의 게임 서버에서 5,000,000명 이상의 플레이어들이 있다.
2006년에는 대형 게임 분야에서 슈퍼브라우저게임상(Superbrowsergame Award)을 받았다.
트라비안은 PHP로 프로그래밍되었으며 현대의 대부분의 브라우저에서 실행된다.